# غار جوجه
غار جوجه یکی از غارهای شهرستان قائنات در استان خراسان جنوبی است. این اثر در تاریخ ۲۳ شهریور ۱۳۸۲ با شماره ثبت ۱۰۱۷۷ در فهرست آثار ملی ایران قرار گرفته‌است.
این اثر یکی از شگفت انگیزترین غارهای طبیعی شهرستان قائنات می‌باشد که دارای اهمیت باستان‌شناسی نیز می‌باشد. این غار در ۲۵ کیلومتری شرق قائن و ۳٫۵ کیلومتری روستای ورزگ واقع است.
این غار بر خلاف اسم آن بزرگ‌ترین غار شناسایی شده در جنوب خراسان است. دهانه این غار در ارتفاع تقریبی ۸۰ متر از کف دره رو به شرق قرار دارد ابعاد دهانه غار ۲٫۳۰ در ۴ متر است ارتفاع غار در داخل به چهل متر نیز می‌رسد عمق غار صدها متر و عرض متوسط ان نیز ۲۰ متر است شیب غار به سمت پایین و در بقیه نقاط دارای شیب ۷۰ درجه می‌باشد آثار و بقایای سفالهایی مربوط به دوران تاریخی در ابتدای غار پراکنده‌است در ابتدای غار حوضی جانبی با مصالح سنگ و ساروج ساخته شده‌است. شکل داخلی غار بسیار چشم‌نواز است و متشکل از یک تالار اصلی است. تشکیلات زیبای بلوری و گل کلمی بر سطح دیواره‌ها و سطح کف مشاهده می‌شود در قسمت‌هایی از غار نیز تشکیلات زیبای آهکی استالاگمیت و استالاکتیت به طرز شگفت‌آوری مشاهده می‌شود.
از دیگر غارهای جالب توجه منطقه قائنات می‌توان به غار مریم ساز زنه، غار فارسان، غار ترشی بندری، غار نوغاب و غار پهلوان اشاره کرد.